# 1 Samodzielny Morski Batalion Zapasowy
1 Samodzielny Morski Batalion Zapasowy – pierwsza jednostka Marynarki Wojennej w ludowym Wojsku Polskim.
Wśród przyczyn utworzenia batalionu była konieczność zabezpieczenia stoczni i portów na wyzwalanych terenach Polski, kierowano do niego przede wszystkim marynarzy i żołnierzy mających wcześniej kontakt z pracą na morzu. Batalion nie brał udziału w walkach. Kompania desantowa w nocy z 6 na 7 kwietnia miała wziąć udział w szturmie na Westerplatte, ale Niemcy na widok żołnierzy skapitulowali. 31 sierpnia 1945  batalion przekształcono w Szkolny Pułk Marynarki Wojennej.

## Historia
- 1944
  - wrzesień - plan utworzenia 1 Zapasowego Pułku Morskiego
  - 29 października - rozkaz Naczelnego Dowództwa WP o sformowaniu do dnia 15 listopada batalionu przez 9 Zapasowy Pułk Piechoty z Majdanka
  - 23 listopada - przeniesienie z Majdanka do Lublina
  - 4 grudnia - rozpoczęcie szkolenia
- 1945
  - 17 lutego - przybycie do Włocławka do byłych koszar 14 Pułku Piechoty, pierwsze łodzie wiosłowe i przemundurowanie
  - 30 marca - przybycie pierwszego rzutu do Gdańska
  - 3 kwietnia - objęcie w Gdańsku budynków dyrekcji i kreślarni Stoczni Gdańskiej i budynku przy ul. Świętojańskiej 18 w Gdyni
  - 5 kwietnia - kompania techniczna obejmuje ochronę Stoczni Gdyńskiej, Warsztatów Portowych Marynarki Wojennej i portu na Oksywiu
  - 8 kwietnia - podniesienie bandery na ORP "Korsarz"
  - 10 kwietnia - przeniesienie kompanii ze Stoczni Gdańskiej do koszar w Nowym Porcie
  - 31 sierpnia - przekształcenie w Szkolny Pułk Marynarki Wojennej

## Stan
Zmienny: etatowy 873 ludzi, faktyczny 1 stycznia 1945 - 350 ludzi. Po 9 maja tworzył dodatkowe jednostki szkolne, znacznie przekraczając stan etatowy.
Początkowo bolączką były istotne braki w obsadzie personalnej, spowodowane niewielką liczbą marynarzy i poborowych mających kontakt z morzem w zasobach kadrowych ludowego Wojska Polskiego. Dopiero po zakończeniu wojny, wraz z napływem marynarzy m.in. z obozów jenieckich i Wielkiej Brytanii, stan liczebny uległ zwiększeniu.

## Skład etatowy
- dowódca: kmdr por. Karol Kopiec
- zastępca dowódcy ds. polityczno-wychowawczych: ppor. Henryk Malinowski
- zastępca dowódcy ds. morskich: kpt. mar. Władysław Trzciński
- zastępca dowódcy ds. lądowych: mjr Tadeusz Klimczak
- zastępca dowódcy ds. gospodarczych i szef służby kwatermistrzowskiej: por. Mikołaj Zacharow (Rosjanin)
- szef sztabu: por. Robert Mietielica
- kompanie:

1. kompania morska - ster-sygnalistów, artylerzystów i minerów-torpedystów (trzy plutony po 48 osób) - d-ca por. Metody Kajdałow (Rosjanin)
2. kompania morskich specjalistów technicznych (trzy plutony po 48 osób - plutony: maszynistów, motorzystów i elektryków) - d-ca por. mar. Mariusz Iwankiewicz
3. kompania desantowa (cztery plutony po 48 osób - plutony: cekaemów, minersko-saperski, łączności i artylerii) - d-ca por. mar. Eugeniusz Jereczek

- samodzielne plutony:

1. oficerski
2. chemiczny
3. administracyjny
4. żandarmerii

Po 9 maja 1945 zorganizowano dwa dodatkowe, nieetatowe bataliony rekruckie, formalnie wchodzące w  skład batalionu.